# Oedemera piceonotata
Oedemera piceonotata is een keversoort uit de familie schijnboktorren (Oedemeridae). De wetenschappelijke naam van de soort is voor het eerst geldig gepubliceerd in 1932 door Pic.